# Tomáš Jelínek
Tomáš Jelínek (* 29. April 1962 in Prag, Tschechoslowakei) ist ein ehemaliger tschechischer Eishockeyspieler, der in seiner aktiven Zeit von 1979 bis 1999 unter anderem für die Ottawa Senators in der National Hockey League gespielt hat. Sein Sohn Tomáš Jelínek junior war ebenfalls ein professioneller Eishockeyspieler.

## Karriere
Tomáš Jelínek begann seine Karriere als Eishockeyspieler in seiner Heimatstadt in der Nachwuchsabteilung des Sparta ČKD Prag, für dessen Profimannschaft er in der Saison 1979/80 sein Debüt in der 1. Liga, der höchsten tschechoslowakischen Spielklasse, gab. Anschließend leistete er zwei Jahre lang seinen Wehrdienst ab und spielte dabei für den Armeeklub Dukla Trenčín. Als er diesen abgeleistet hatte, kehrte er nach Prag zurück, wo er in den folgenden sieben Jahren zu den Führungsspielern seiner Mannschaft gehörte. 1989 tauschte ihn sein Club gegen Petr Bříza von der TJ Motor České Budějovice. Für Motor absolvierte Jelínek zwei Spieljahre, ehe er erstmals ins europäische Ausland ging, wo er in der Saison 1991/92 für HPK Hämeenlinna in der finnischen SM-liiga in 41 Spielen 47 Scorerpunkte, davon 24 Tore, erzielte. Damit konnte er die Talentspäher in Nordamerika überzeugen und wurde erst im Alter von 30 Jahren im NHL Entry Draft 1992 in der elften Runde als insgesamt 242. Spieler von den Ottawa Senators ausgewählt. Für diese erzielte er in der Saison 1992/93 in 49 Spielen sieben Tore und sechs Vorlagen.
Die Saison 1993/94 begann Jelínek im Farmteam Ottawas bei den Prince Edward Island Senators. Bereits nach zwei Spielen in der American Hockey League kehrte er nach Europa zurück, wo er zunächst für seinen Heimatverein Sparta Prag in der nach Teilung der Tschechoslowakei erstmals ausgetragenen Extraliga sechs Spiele bestritt und beendete sie beim Zürcher SC in der Schweizer Nationalliga A.
In der folgenden Spielzeit lief er für den HC Slavia Prag in der Extraliga auf sowie anschließend zweieinhalb Jahre lang für dessen Ligarivalen HC Škoda Plzeň. In der Mitte der Saison 1997/98 kehrte der Tscheche erneut zu Sparta Prag zurück, bei dem er auch die folgende Spielzeit begann. Im weiteren Saisonverlauf spielte er zudem für Spartas Ligarivalen HC Slezan Opava und HC Vítkovice. Die Spielzeit selbst und seine Karriere beendete er beim 1. EV Weiden, für den er bis Saisonende in der drittklassigen 1. Liga spielte.
Im Anschluss an seine Karriere als Spieler war Jelínek unter anderem als Europa-Scout für das NHL-Team Calgary Flames tätig.

### International
Für die Tschechoslowakei nahm Jelínek im Juniorenbereich an der U18-Junioren-Europameisterschaft 1980 sowie den U20-Junioren-Weltmeisterschaften 1981 und 1982 teil. Bei der U18-EM 1980 und der U20-WM 1982 gewann er mit seiner Mannschaft jeweils die Silbermedaille.
Im Seniorenbereich stand er im Aufgebot seines Landes bei den Weltmeisterschaften 1989, 1990 und 1992, bei denen er jeweils die Bronzemedaille gewann und 1991 beim Canada Cup. Die Krönung seiner internationalen Laufbahn war der Gewinn der Bronzemedaille mit der Tschechoslowakei bei den Olympischen Winterspielen 1992 in Albertville. Im entscheidenden Spiel um Platz drei gegen die USA gelang ihm das zwischenzeitliche 2:0.

## Erfolge und Auszeichnungen
| - 1980 Silbermedaille bei der U18-Junioren-Europameisterschaft - 1982 Silbermedaille bei der U20-Junioren-Weltmeisterschaft - 1989 Bronzemedaille bei der Weltmeisterschaft | - 1990 Bronzemedaille bei der Weltmeisterschaft - 1992 Bronzemedaille bei den Olympischen Winterspielen - 1992 Bronzemedaille bei der Weltmeisterschaft |